# Aleksandr Bek
Aleksandr Alfredowicz Bek (ros. Александр Альфредович Бек; ur. 21 grudnia 1902?/3 stycznia 1903 w Saratowie, Imperium Rosyjskie, zm. 2 listopada 1972 w Moskwie, Rosyjska FSRR) – rosyjski pisarz, autor utworów o tematyce wojennej i politycznej (m.in Nominacja o destrukcyjnym wpływie stalinizmu na środowisko centralnej administracji państwowej).
Pochowany na Cmentarzu Gołowinskim w Moskwie

## Wybrana twórczość

### Powieści
- seria Szosa Wołokołomska:
  - 1945 - Szosa Wołokołomska[3] lub Jesteśmy tutaj[4] (ros. Волоколамское шоссе)
  - 1960 - Kilka dni[5] (ros. Несколько дней)
  - 1961 - Odwód generała Panfiłowa[5] (ros. Резерв генерала Панфилова)
- 1956 - Tałant (Żyzn' Bierieżkowa) (ros. Талант (Жизнь Бережкова))
- 1972 (napisana 1960-1964) - Nominacja[6] (ros. Новое назначение) - powieść, której tematem był destrukcyjny wpływ stalinizmu na centralną administrację państwową
- 1989 - Na drugoj dien' (ros. На другой день) - nieukończony
- Mołodyje ludi (ros. Молодые люди)

### Nowele i opowiadania
- 1939, 1953 - Kurako (ros. Курако)
- 1946 - Domienszcziki (ros. Доменщики)
- 1948 - Timofiej - serce na dłoni[7] (ros. Тимофей — открытое сердце)
- 1950 - Ziarno stali[8] (ros. Зерно стали)
- 1972 - W poslednij czas (ros. В последний час)
- 1975 - Na swojem wieku (ros. На своем веку)
- Taki już jestem[9] (Takova dolžnost)
- Ostatni pies
- Żołnierze Panfiłowa
- Pierwszy bój
- Nowyj profil (ros. Новый профиль)